# Archontophoenicinae
Az Archontophoenicinae az egyszikűek (Liliopsida) közé tartozó pálmafélék (Arecaceae) családjában az Arecoideae alcsalád egyik alnemzetségcsoportja. Négy nem tartozik ide, a névadó Archontophoenix, amelyik Queenslandben és Új-Dél-Walesben honos, valamint az Új-Kaledóniában élő Actinokentia, Chambeyronia és Kentiopsis. Egyes források ide sorolják a Mackeea  nemet is, amelyik valójában a Kentiopsis szinonimája. A Lord Howe-szigetcsoporton élő Hedyscepe és Norfolk-szigeti Rhopalostylist is ide sorolták korábban, ma azonban a Rhopalostylidinae alnemzetségcsoporthoz tartoznak. Ez az alnemzetségcsoport sokkal homogénebb, mint a többi pálmaféle. Mindegyik ide tartozó fajnak több mint hat porzója van. Az ide tartozó fajok közepes méretű fajok, szárnyas levelekkel, általában rövid és masszív porzókkal.